# Ferguson Jenkins
Ferguson Arthur Jenkins (Chatham, Ontario, 13 de diciembre de 1942), más conocido como Ferguson Jenkins, es un exjugador profesional canadiense de béisbol que se desempeñó en la posición de lanzador en las Grandes Ligas de Béisbol (MLB). Es miembro del Salón de la Fama del Béisbol.

## Carrera
Jenkins jugó como profesional dos temporadas en Philadelphia Phillies (1965-1966), después pasó por varios equipos, Chicago Cubs (1966-1973), Texas Rangers (1974-1975), Boston Red Sox (1976-1977), Texas Rangers (1978-1981), y finalmente, regresó a Chicago Cubs, donde jugó dos temporadas (1982-1983), y fue el equipo en el que se retiró.

## Reconocimiento
En 1991, ingresó como miembro al Salón de la Fama del Béisbol.